# Ishavsvide
Ishavsvide (Salix arctica) är en videväxtart som beskrevs av Pallas. Enligt Catalogue of Life ingår Ishavsvide i släktet viden och familjen videväxter, men enligt Dyntaxa är tillhörigheten istället släktet viden och familjen videväxter. Arten har ej påträffats i Sverige.

## Underarter
Arten delas in i följande underarter:
- S. a. arctica
- S. a. jamu-taridensis

## Bildgalleri

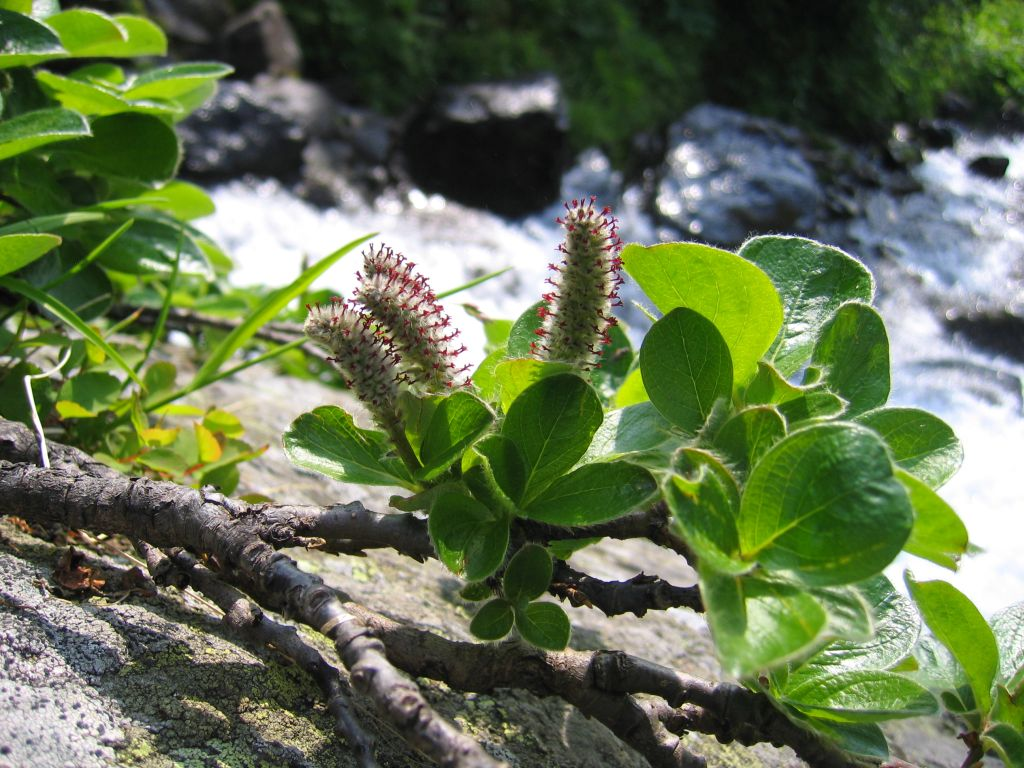
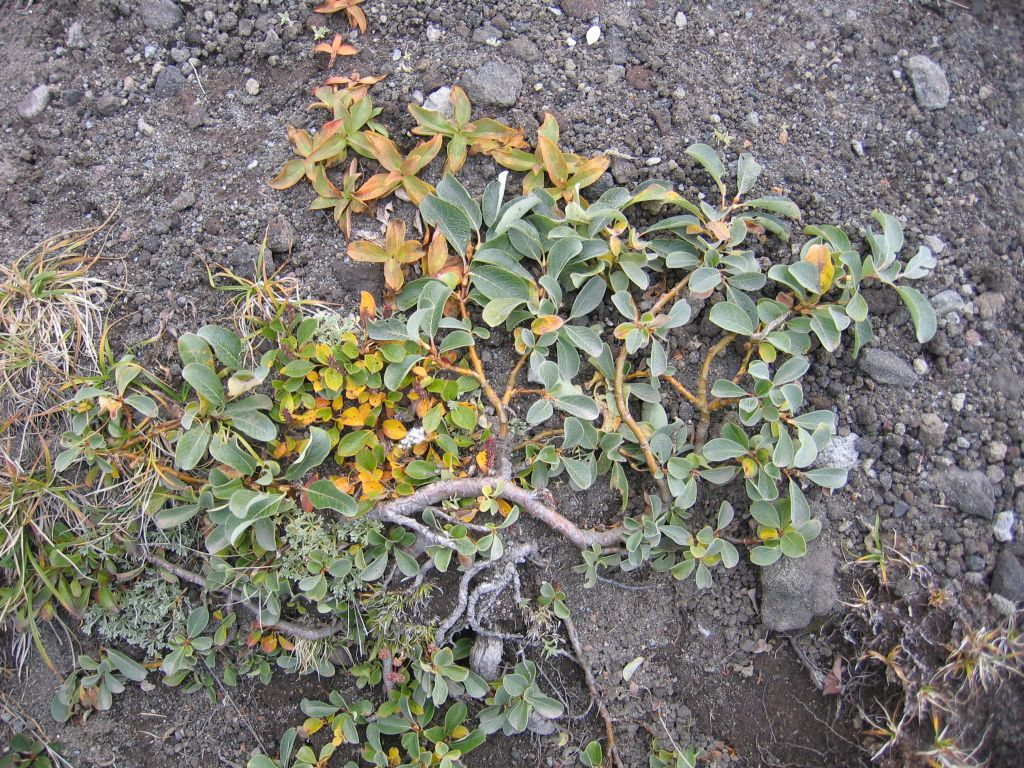
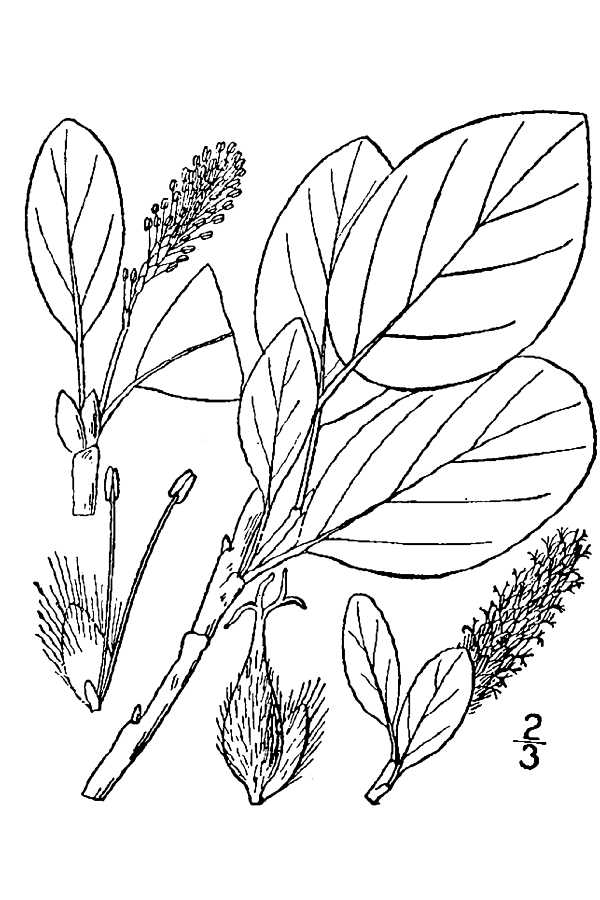
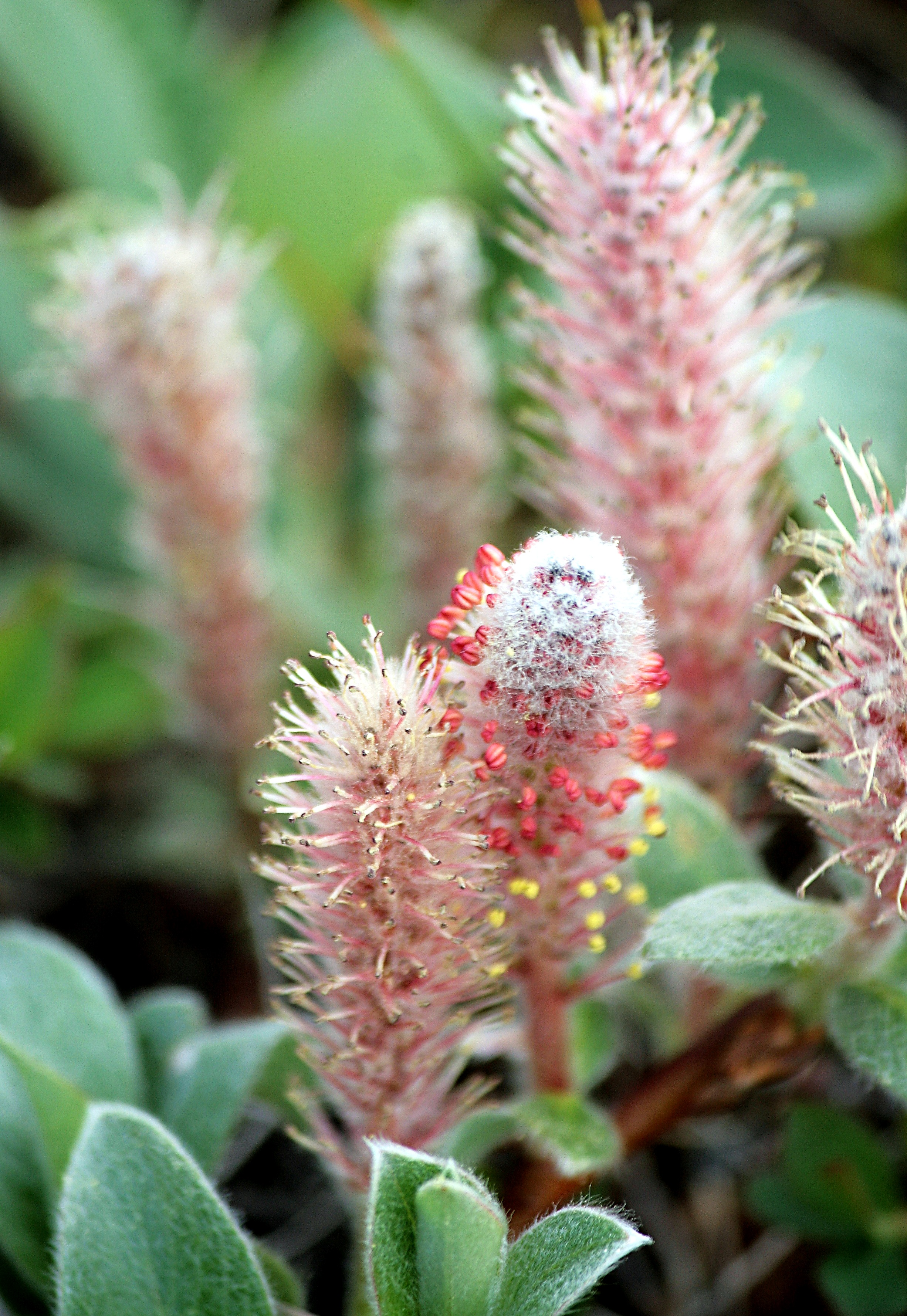
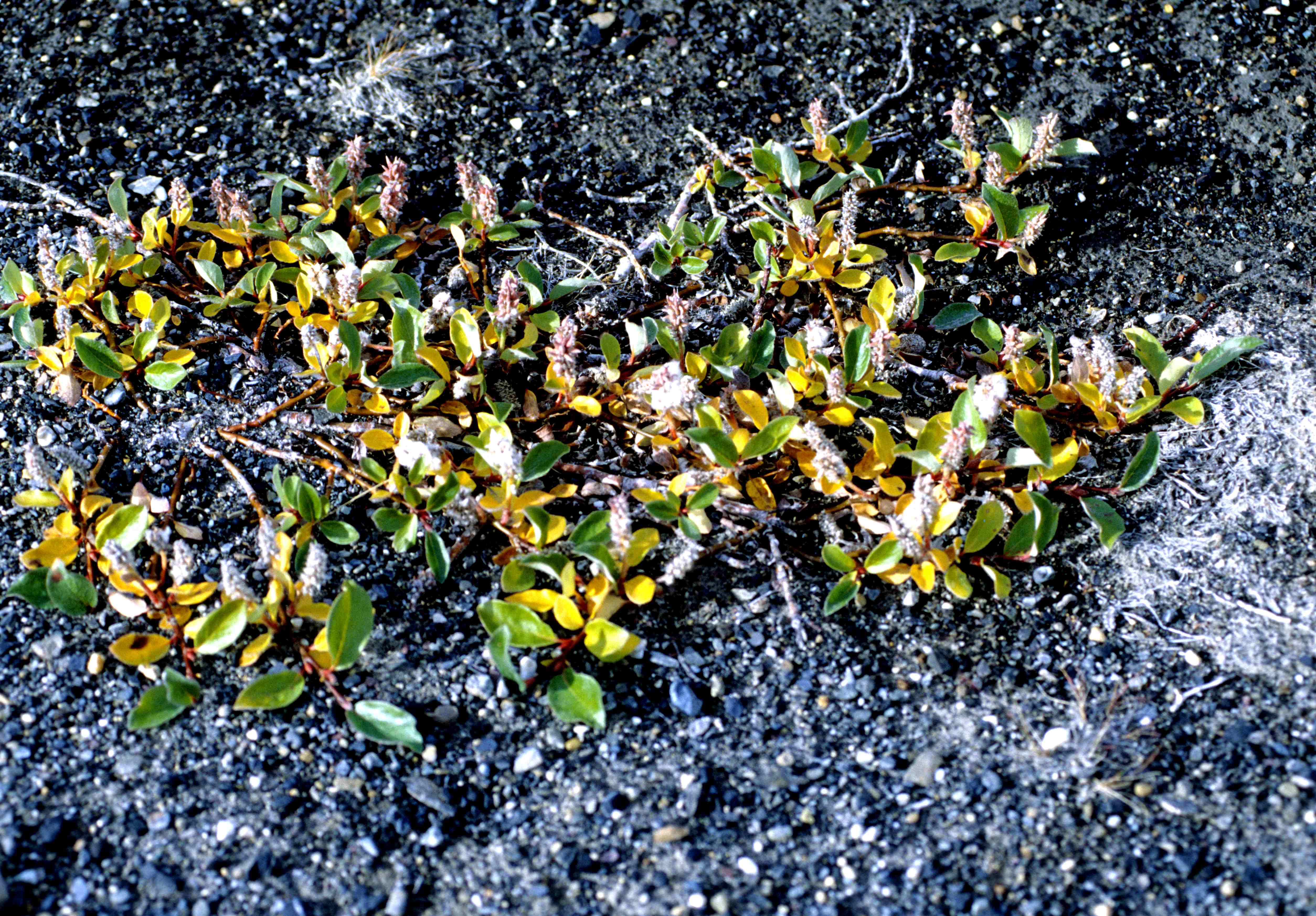
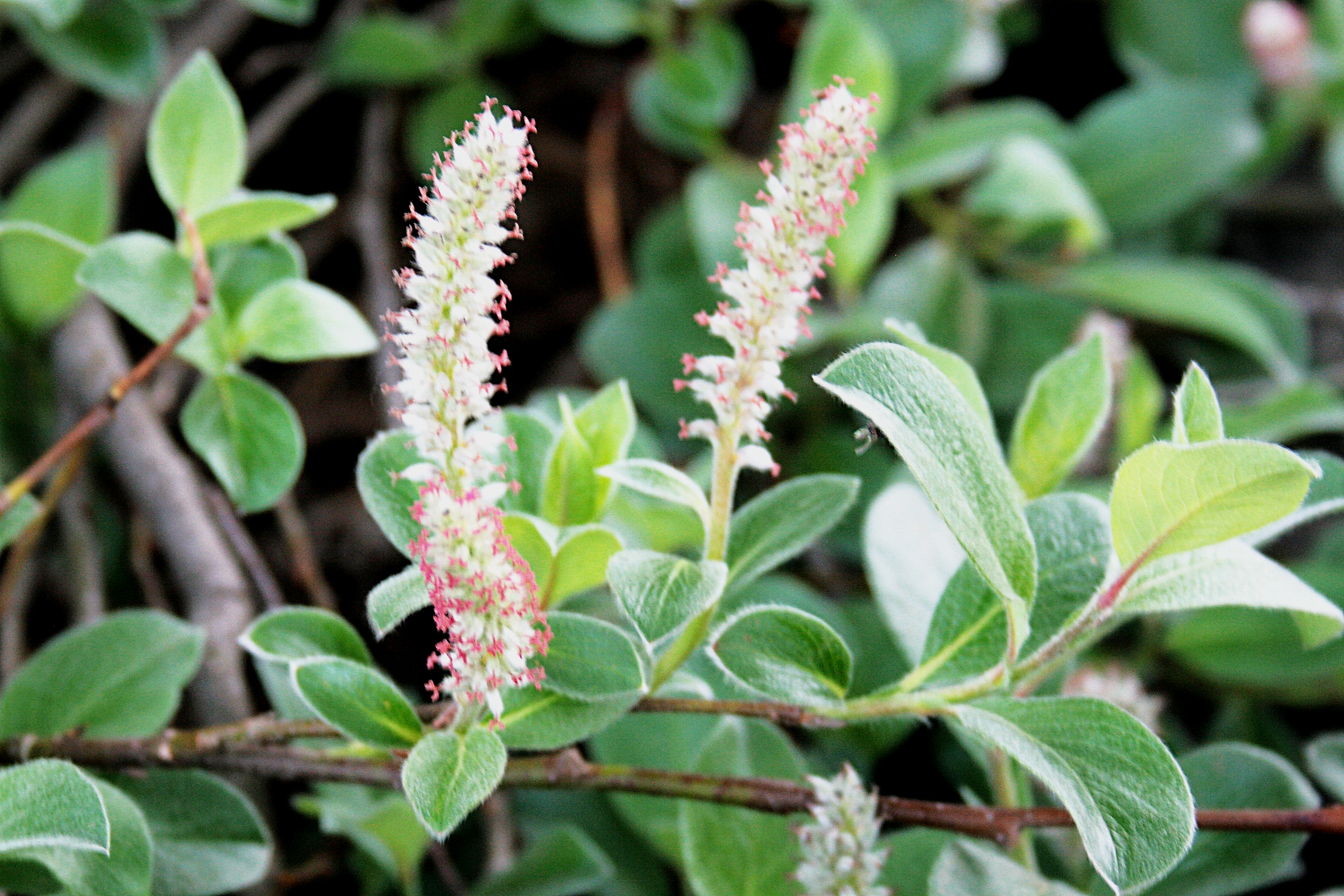